# Margareta av Savojen (1390–1464)
Margareta av Savojen, född 1390, död 1464, var en italiensk abbedissa och adelskvinna. Mellan 1403 och 1418 var hon markisinna av Monferrato som gift med markis Theodor II av Monferrato. Hon dyrkas som vördnadsvärd inom katolska kyrkan. 

## Markisinna
Den 17 januari 1403 gifte sig den då trettonåriga Margareta med den fyrtioårige Theodor II Palaiologos, markgreve av Monferrato, som redan hade varit gift två gånger tidigare: det första äktenskapet med Argentina Malaspina, den andra med Jeanne de Bar. 
Deras äktenskap varade i femton år och var barnlöst. Hon kom överens med sin hetlevrade make, uppfostrade hans barn och utförde omfattande välgörenhetsaktiviteter och hjälpte fattiga och sjuka. Hon vann popularitet och respekt när hon vårdade de döende under pestepidemin.
Hon blev änka den 16 april 1418, varefter hon överlämnade styret av markgrevskapet till sin styvson, Giovanni Giacomo Palaiologu, och drog sig tillbaka till slottet i Alba.

## Abbedissa
I slottet Alba, år 1420, tillsammans med flera unga aristokratiska kvinnor, grundade Margareta av Savojen en gemenskap av dominikaner. Den 25 september 1442 mottog Margareta av Savojen en kyrklig förmånstagare vid Maria Magdalena-kyrkan i Alba.
Den 16 juni 1445 tillät påven Eugenius IV att hon grundade ett nytt kloster av Sankt Dominikusorden och dedikerade det åt Maria Magdalena. Hon uppgav sig ha fått en vision: Jesus Kristus visade sig för henne och överlämnade tre pilar, på var och en av dem stod ett ord skrivet: sjukdom, förtal, förföljelse. Strax efter visionen arresterades samhällets biktfader utan förklaring. Margareta av Savojen anklagades själv för hyckleri och tyranni. Någon spred ett rykte om att klostret hade blivit ett centrum för det valdensiska kätteriet. Hon kunde motbevisa alla anklagelser. 
Hon valde Katarina av Siena som sin förebild, vars verk hon läste och kopierade. Liksom Katarina av Siena försökte hon hjälpa till att få slut på konflikter inom kyrkan. Hon övertygade sin kusin Amadeus VIII av Savojen, som blev antipåve under namnet Felix V, att erkänna den legitime påven Nicolaus V och avsluta kyrkoschismen.

## Helgon
Lokal vördnad för Margareta av Savojen började omedelbart efter hennes död. På begäran av den heliga riternas kongregation saligförklarade påven Clemens IX Margareta av Savojen den 8 oktober 1699.